# 国学

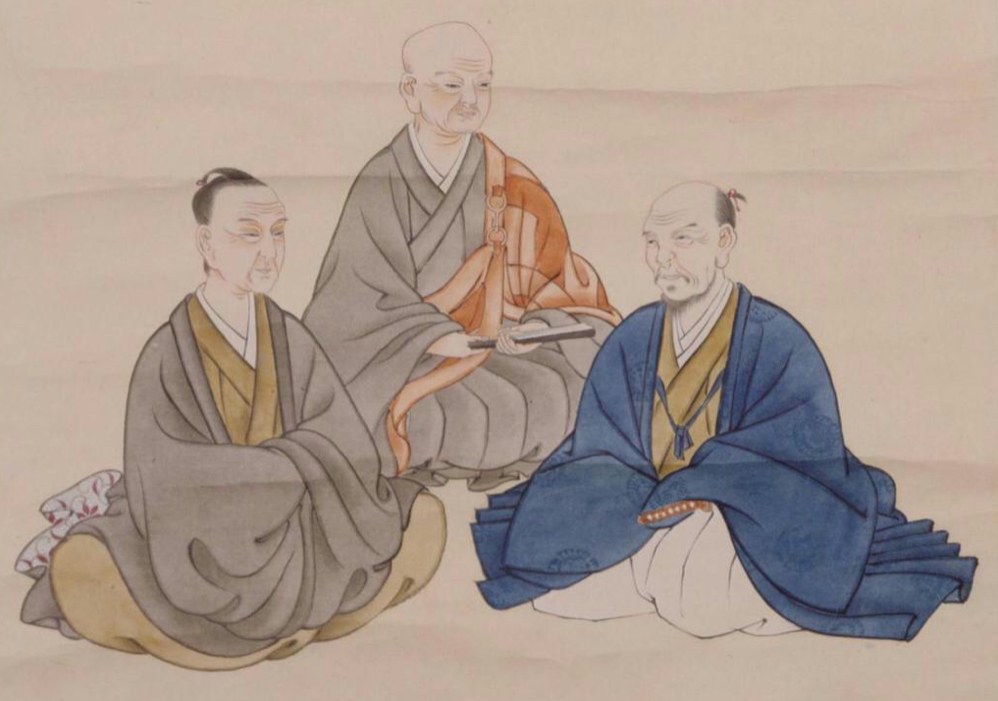
国学の三哲
左から本居宣長、契沖、賀茂真淵。

国学（こくがく、正字: 國學）は、日本の江戸時代中期に勃興した学問である。蘭学と並んで江戸時代を代表する学問の一つで、別名に和学、皇朝学、古学などがある。皇学の基部学問でもある。その扱う範囲は幅広く、国語学、国文学、歌道、歴史学、地理学、有職故実、神学などに及び、学問に対する態度もまた学者それぞれに異なる。

## 概要
それまでの「四書五経」をはじめとする儒教の古典や仏典の研究を中心とする学問傾向を批判することから生まれ、日本の古典を研究し、儒教や仏教の影響を受ける以前の古代の日本にあった、独自の文化、思想、精神世界（道）を明らかにしようとする学問である。江戸時代中期、元禄の頃に契沖が創始したとされるが、後述のように、その源流は江戸時代の初期から既に現れ始めていた。なお「国学」の語が使われるようになったのは、契沖を学んだ荷田春満の頃からで、今日のように定着したのは、明治以降のことである。
国学の方法論は、国学者が批判の対象とした伊藤仁斎の古義学や荻生徂徠の古文辞学の方法論から多大な影響を受けている。国学は、儒教道徳、仏教道徳などが人間らしい感情を押し殺すことを批判し、人間のありのままの感情の自然な表現を評価する。
契沖以後の国学は、古代日本人の精神性である「古道」を解明していく流れと、実証により古典の文献考証を行う流れとに分かれて発展することとなる。
古道説は賀茂真淵、本居宣長により、儒学に対抗する思想の体系として確立されていき、主に町人や地主層の支持を集めた。この古道説の流れは、江戸時代後期の平田篤胤に至って、復古神道が提唱されるなど宗教色を強めていき、やがて復古思想の大成から尊王思想に発展していくこととなった。
実証主義的な国学者としては、塙保己一、伴信友が知られる（後述）。

## 歴史

### 歌学としての国学の誕生
国学の源流は、木下勝俊、戸田茂睡らによって、江戸時代に形骸化した中世歌学を批判する形で現れた。そうした批判は、下河辺長流、契沖の『万葉集』研究に引き継がれ、特に契沖の実証主義的な姿勢は古典研究を高い学問水準に高めたことで高く評価された。彼らの『万葉集』研究は、水戸学の祖である徳川光圀が物心両面で支えた。水戸の『大日本史』編纂と国学は深い関連を持っている。
やがて伏見稲荷の神官であった荷田春満が、神道や古典から古き日本の姿を追求しようとする「古道論」を唱えた。春満の弟子の賀茂真淵は、一部において矛盾すら含んだ契沖と春満の国学を体系化し、学問として完成させた。真淵は儒教的な考えを否定して、古い時代の日本人の精神が含まれていると考えた『万葉集』の研究に生涯を捧げた。

### 復古思想への流れ
荻生徂徠は「聖人の道」を明らかにすることを目的として、儒教の経書を実証的に読み込む古文辞学を創始していた。また、大坂の懐徳堂で朱子学を学びながら「加上」という古学的な方法論により無鬼論（無神論）に至り、儒仏神道全てを批判した富永仲基がいた。真淵の門人である本居宣長は『源氏物語』を研究して「もののあはれ」の文学論を唱える一方で、徂徠や仲基の影響により『古事記』の実証的な研究を行い、上代の日本人は神と繋がっていたと主張して『古事記伝』を完成させた。この時点で国学は既に大成の域にあった。
その後「宣長没後の門人」を自称する平田篤胤は、宣長の「古道論」を神道の新たな教説である「復古神道」に発展させた。篤胤の思想は地方の農村へ広がり、平田派国学者の中には生田万のような反乱を起こすものや、尊皇攘夷志士として活動するものも現れた。

### 対外膨張の思想の流れ
宣長は寛政2年（1796年）に『馭戒慨言』を刊行した。中野等によれば、この書名は「中国、朝鮮を西方の野蛮（戎）とみなし、これを万国に照臨する天照大御神の生国である我が国が「馭めならす」、すなわち統御すべきものとの立場による」という。内容も「日本中心主義と尊内外卑に立って」外交交渉の歴史を解説している。宣長の執筆意図は「漢意の排斥」が目的であり、実際の外交を論じたものではなかったという見方もあるが、宣長の没後に欧米による異国船の来航が始まったことで、『馭戎慨言』は「現実の外交を論じたもの」として解釈される。幕末期に大国隆正は『馭戎問答』、平田延胤は『馭戎論』を著しており、こうした平田派の国学者によって「宣長の代表作」に挙げられた。また時代が昭和に入ると、『馭戎慨言』は「大東亜共栄圏に臨むにあたって必読すべき書」として利用されている。
篤胤の弟子であった経世家の佐藤信淵は『宇内混同秘策』において「凡ソ他邦ヲ經略スルノ法ハ弱クシテ取リ易キ処ヨリ始ルヲ道トス今ニ當テ世界萬國ノ中ニ於テ皇國ヨリシテ攻取リ易キ土地ハ支那國ノ滿州ヨリ取リ易キハナシ」と述べ、出雲松江や長州萩、博多から朝鮮半島を攻撃するという具体案を提示している。さらに「武力によって満洲、支那、台湾、フィリピンを攻め、南京に皇居を移し、全世界を全て皇国の郡県となす」と世界制覇を夢想している。
吉田松陰は「朝鮮を責めて、質を納れ、貢を奉ずること古の盛時のごとくならしめ、北は満洲の地を割き、南は台湾、呂宋諸島を収め、進取の勢を示すべき」「国力を養ひて取り易き朝鮮、支那、満洲を斬り従えん」と獄中から弟子たちに書き送り、これを弟子の桂小五郎が具体化して征韓論を唱えた。しかし、松陰が国学の思想に影響を受けているのは事実であるが、学問の根本は儒学に依拠しているため、「代表的人物として取り上げるのは不適切」とする意見もある。

### 実証による文献考証の流れ
一方、盲目の学者であり、水戸の『大日本史』編纂にも携わった塙保己一は和学講談所を設立し、国史の講義と史料編纂に従事し、国学のもうひとつの、実証主義的な流れを発展させていく。『群書類従』は、古資料を集成し編・刊行したものである。宣長の古典の考証的研究を継承して、近世考証学派の大家となった伴信友も『比古婆衣』を著した。
篤胤によって復古神道が大成されたころも、真淵の門人であった村田春海らのように、契沖以来の実証主義的な古典研究を重視する立場から平田国学に否定的な学派があり、ひとくちに国学といっても、その内情は複雑であった。

### 思想戦での敗北
実証主義的な国学は、明治期の小中村清矩らの手によって、近代以降の国文学の研究や国語学（山田孝雄）、さらには民俗学（新国学）の基礎となった。一方で近代の廃仏毀釈、偽史や皇国史観に影響を与えた。椿井文書偽作説を研究した馬部隆弘は「国学というのは妄想する学問」「椿井政隆もそうですが、当時歴史を学んだ国学者って、レゴブロックで町を作るようなイメージで、そういう空想をやってるんです。本居宣長だって空想の城下町を作ったりしてますから。」と評している。
第二次世界大戦期にかけて国学は教科書に盛んに取り上げられたが、戦後は一転してGHQのもと削除の対象となった。戦後の脱国学化した日本史の中心的人物となった津田左右吉は戦後、「神道や国学やまたは儒教の思想をうけつぎ、それを固執するものがあって、こういう研究（※古典・皇室研究）に反対し、時には官憲を動かしてそれを抑制しようとした」「根本的には、日本人の文化の程度が低く教養が足らず、特に批判的な精神を欠いていて、事物の真実を究めまたそれによって国民の思想と行動とをその上に立たせようとする学問の本質と価値とを理解するに至らないためであった」としている。一方戦中イデオロギーによる国学は「国学的なるもの」であり、国学そのものとは似て非なるものであったという見方もある。

## 主な国学者

### 江戸時代
分類等は「国学年表」によった。

#### 元禄期・宝永期・正徳期・享保期 (1688年 - 1736年)
- 安藤為章
- 海北若冲
- 今井似閑

#### 元文期・寛保期・延享期 (1736年 - 1748年)
- 荷田在満
- 田安宗武

#### 寛延期・宝暦期・明和期 (1748年 - 1772年)
- 谷川士清
- 楫取魚彦
- 加藤美樹

#### 安永期・天明期・寛政期 (1772年 - 1801年)
- 上田秋成
- 村田春海
- 加藤千蔭
- 賀茂季鷹
- 栗田土満
- 荒木田久老
- 高本紫溟
- 山本清渓
- 太田全斎
- 田中道麿
- 内山真龍
- 塙保己一
- 帆足長秋
- 富士谷成章

#### 享和期・文化期・文政期 (1801年 - 1830年)
- 本居春庭
- 本居大平
- 鈴木朖
- 足代弘訓
- 東条義門
- 屋代弘賢
- 海野游翁
- 宮内嘉長
- 狩谷棭斎
- 小山田与清
- 沼田順義
- 新庄道雄
- 清水浜臣
- 生田万
- 石塚龍麿
- 千家俊信
- 沢田名垂
- 長瀬真幸
- 鶴峯戊申
- 田中大秀
- 藤井高尚
- 富士谷御杖
- 本間游清

#### 天保期・弘化期・嘉永期 (1830年 - 1854年)
- 橘守部
- 黒沢翁満
- 伴信友
- 山田常典
- 芦野屋麻績一
- 伊能穎則
- 羽田野敬雄
- 岸本由豆流
- 宮負定雄
- 権田直助
- 五十嵐篤好
- 香川景樹
- 黒川春村
- 鹿持雅澄
- 清宮秀堅
- 大国隆正
- 中島広足
- 塙忠宝
- 富樫広蔭
- 平田鐵胤
- 林桜園
- 六人部是香

#### 安政期・万延期・文久期・元治期・慶応期 (1854年 - 1868年)
- 岡本保孝
- 岩崎長世
- 橘曙覧
- 常世長胤
- 拝郷蓮茵
- 萩原広道
- 間秀矩
- 八田知紀
- 平賀元義
- 平田延胤
- 碧川好尚
- 矢野玄道
- 鈴木重胤

### 明治以降
- 山田孝雄
- 物集高見
- 黒川真頼
- 井上頼圀
- 稲垣千穎
- 横山由清
- 角田忠行
- 宮和田光胤
- 玉松真幸
- 近藤清石
- 三田葆光
- 三矢重松
- 師岡正胤
- 小泉苳三
- 小中村清矩
- 小野崎通亮
- 小野述信
- 青山景通
- 赤堀又次郎
- 倉澤清也
- 増田宋太郎
- 大石凝真素美
- 沢田五猫庵
- 田近陽一郎
- 渡辺重石丸
- 島崎正樹
- 塙忠韶
- 飯田武郷
- 敷田年治
- 福羽美静
- 平田盛胤
- 木村正辞
- 野村秋足
- 鈴木眞年